# Gelbe Mordfliege

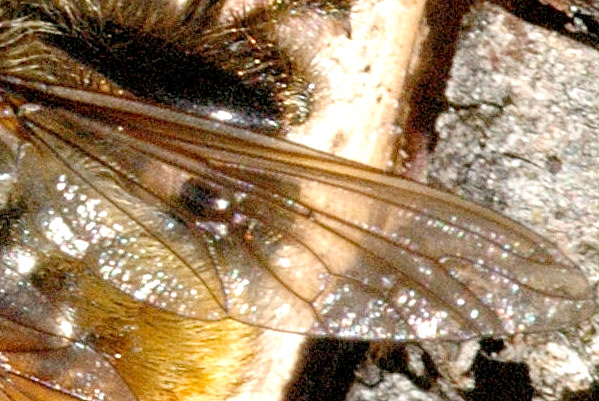
Flügeldetail

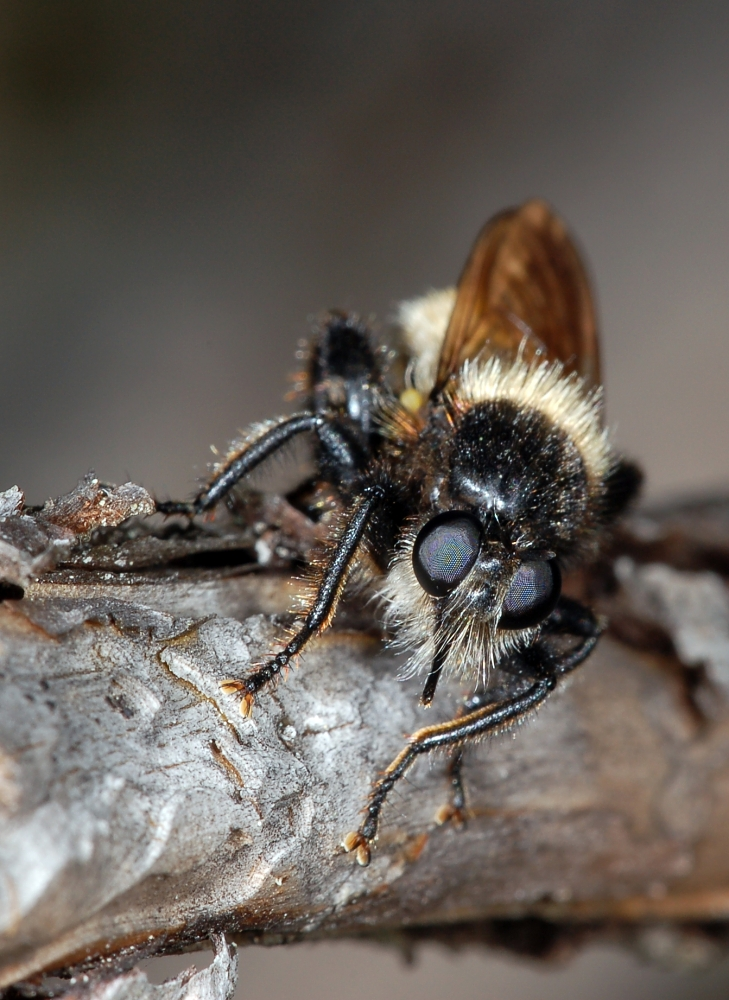
Vorderansicht eines Männchens

Die Gelbe Mordfliege oder Gelbe Raubfliege (Laphria flava) ist ein Zweiflügler aus der Familie der Raubfliegen (Asilidae).

## Merkmale
Die Größe der Gelben Mordfliegen ist variabel, sie erreichen eine Körperlänge von 12 bis 25 Millimetern und sind kräftig gebaut. Die Tiere tragen eine dichte Behaarung, welche gelb und schwarz gefärbt ist. So erinnert das Tier an eine Hummel. Die Vorderhälfte der Brust ist mit kurzen, gelben Haaren besetzt, der hintere Teil der Brust weist eine dichte lange Behaarung in gleicher Farbe auf, die nach hinten gerichtet ist. Der Hinterleib und die Beine sind ebenfalls behaart.

## Vorkommen
Die Art kommt in fast ganz Europa vor und ist im Osten bis Zentralasien und Sibirien verbreitet. Sie ist an sonnigen Waldrändern, auf Lichtungen und Waldwegen nicht selten anzutreffen. Sie sonnt sich auf Baumstümpfen, großen Blütenpflanzen oder Holzstößen und hält nach Beute Ausschau.

## Lebensweise
Die Flugzeit der Gelben Mordfliege liegt zwischen April und September. Sie fliegt mit einem deutlich hörbarem Brummen, was für den Menschen den Eindruck einer Biene oder Hummel erhöht, allerdings kann sie nicht stechen. Sie wählt Baumstümpfe oder Holzstöße als Sitzwarte und kehrt nach kurzen Rundflügen immer wieder an den gewählten Ort zurück. Dabei schmiegt sie sich dicht an das Substrat und legt ihre Flügel über dem Hinterleib zusammen.

### Ernährung
Von ihrer Warte aus hält sie Ausschau nach Beutetieren. Ihr sehr beweglicher Kopf und die guten Augen ermöglichen ihr, fliegende Insekten zu erspähen und zu jagen. Sie jagt Insekten bis zu einer Größe, die ihrer eigenen entspricht. Mit ihrem kräftigen Rüssel kann sie die Kutikula der Insekten, z. B. auch von Weichkäfern und anderen kleineren bis mittelgroßen Käfern, durchbohren und sie aussaugen.

### Fortpflanzung
Nach der Paarung legen die Weibchen die Eier in Baumstämme und morsches Holz, meist in die Bohrlöcher anderer Insekten ab. Die Laphria-Larven entwickeln sich in den Bohrgängen holzbewohnender Insekten und ernähren sich dort überwiegend von deren Larven, z. B. von Borkenkäfer- und Bockkäferlarven.

## Taxonomie
Die Gelbe Mordfliege ist eine von 19 in Europa vorkommenden Arten der Gattung Laphria. Die Fliege wurde schon von Carl von Linné 1761 beschrieben, das Artepitheton flava (lat. flavus für „hellgelb“) weist auf die hellgelbe Farbe der Behaarung auf Brust und Hinterleib hin. Der deutschsprachige Name Mordfliege wurde von dem Dipterenforscher Johann Wilhelm Meigen eingeführt, der auch die Gattung Laphria errichtete.